# Linda Schele
Linda Schele (30 d'octubre, 1942 - 18 d'abril, 1998) va ser una epigrafista i iconografista de la cultura maia. Va exercir un paper important en el procés de desxiframent de l'escriptura maia. Va dibuixar gran nombre d'esteles i d'inscripcions dels maies precolombins, dibuixos que conforme als seus desitjos, han estat llegats als experts i estudiosos del tema per al seu estudi continuat. El 1978 va fundar un esdeveniment anual conegut com les Reunions Maies a la Universitat de Texas en Austin.

## Dades biogràfiques
Va néixer a Nashville (Tennessee). Es va graduar en la Universitat de Cincinnati en Educació i Arts el 1964, obtenint un postgrau en Art el 1968. Es va casar amb David Schele el 1968, i aquest mateix any va començar a impartir classes d'art en la Universitat del Sud d'Alabama, on va romandre fins a 1980, havent aconseguit el nivell de professor.

### Carrera professional
Va fer un viatge a Mèxic amb la representació de la Universitat per la que treballava, acompanyada del seu marit David Schele, a fi de fotografiar la zona arqueològica de Palenque i els jaciments en la Península de Yucatán. Després d'aquesta experiència de 12 dies, va quedar impressionada per l'art i la civilització maies. Va decidir llavors dedicar-se a investigar aquesta cultura.
Amb el suport de Merle Greene Robertson, Schele va treballar amb l'arqueòleg Peter Mathews per desxifrar una secció important de la llista de Senyors (reis) de Palenque, i presentà el resultat del seu esforç el 1973 durant la Taula Rodona de Palenque, que va ser organitzada per Robertson. El seu treball va estimular a altres descobriments que es van fer més tard per ella mateixa i per altres especialistes.
Schele va aconseguir llavors, el 1975, una associació universitària per continuar amb els estudis sobre escriptura precolombina en Dumbarton Oaks a Washington D.C enfocant-se durant dos anys a l'aspecte de l'ordre de les paraules en les inscripcions maies.
Va fundar el Taller de jeroglífics maies a Texas el 1977, sent encara estudiant. Vint anys més tard el taller s'havia expandit al que es coneix ara com Les Reunions Maies de la Universitat de Texas, que inclouen anualment la presentació de treballs de recerca sobre la civilització maia i un Fòrum sobre els jeroglífics i l'escriptura dels maies, especialitzat en el tema que s'ha convertit en referència internacional de tals estudis.
Linda Schele va aconseguir el doctorat en estudis sobre Llatinoamèrica l'any 1980 a la mateixa Universitat de Texas, on va continuar com a professora en el departament d'Art i Història fins a la seva mort.
Schele es va incorporar a un projecte sobre el Copán juntament amb un altre maianista, David Stuart, Bàrbara Fash, i Nikolai Grube per estudiar els textos de la ciutat mesoamericana. Va escriure per a aquest projecte les Notes sobre Notes, que constitueix un informe integral en epigrafia i iconografia que ha estat difós entre els estudiosos del lloc i del tema.
El 1986, Schele va col·laborar amb Mary Miller en la preparació d'una gran Exhibició d'Art Maya: "La sang dels reis: Una nova interpretació de l'art dels maies". Aquest projecte va ser iniciat per l'associació Inter Cultura i el Museu d'Art Kimbell, on es va inaugurar aquest mateix any.
Va treballar també en la cultura dels maies contemporanis organitzant tallers (13 d'ells) juntament amb Nikolai Grube i Federico Fahsen, en l'escriptura amb glifs tant a Guatemala com a Mèxic.

### Defunció
El 18 d'abril de 1998, va morir de càncer de pàncrees, a l'edat de 55 anys. Abans del seu decés, havia establert en la Universitat de Texas en Austin el Llegat que porta el seu nom, sobre art i escriptura precolombins, que ofereix ajuda financera per a la Càtedra Linda i David Schele.

## Reconeixements
- La seva dissertació doctoral "Maya Glyphs: the Verbs" es publicà el 1982, i va rebre el premi especial de l'Association of American Publishers.
- The Blood of Kings va obtenir el premi Alfred H. Barr, Jr., pel millor catàleg per a una exhibició el 1986.
- Fou premiada pel Museo Popol Vuh i la Universitat Francisco Marroquin en nom del govern de Guatemala en març de 1998, poc abans de morir.

## Obra
- Rostros ocultos de los mayas, introducción de Román Piña Chan, fotografía de Jorge Pérez de Lara, editorial Protexa, México, 1997, ISBN 968-7917-00-8
- The Bodega of Palenque (Schele and Peter Mathews 1979)
- Sacred Site and World View at Palenque (1981) in Dumbarton Oaks Conference on Mesoamerican Sites and World Views
- Maya Glyphs: The Verbs (1982)
- The Mirror, the Rabbit, and the Bundle : Accession (1983)
- The Founders of Lineages at Copán and Other Maya Sites (1986) Copán Note VIII
- The Blood of Kings (Schele and Mary Ellen Miller 1986)
- A Forest of Kings (Schele and David Freidel 1990)
- Maya Cosmos (Freidel, Schele, and Parker 1993)
- The Code of Kings (Schele and Peter Mathews 1998)